# 黄緑6号

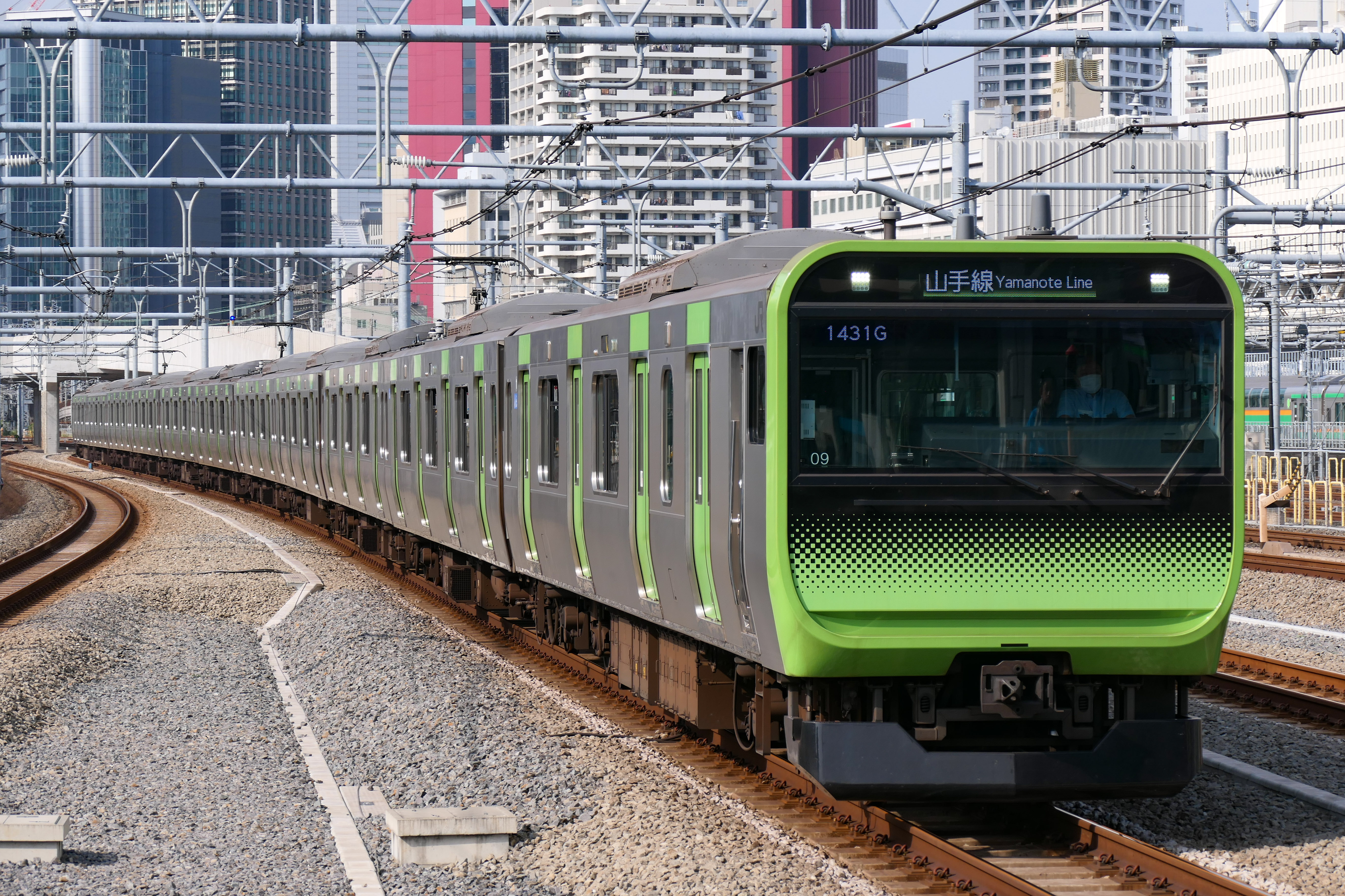
山手線の帯色として定着した黄緑6号（E235系）

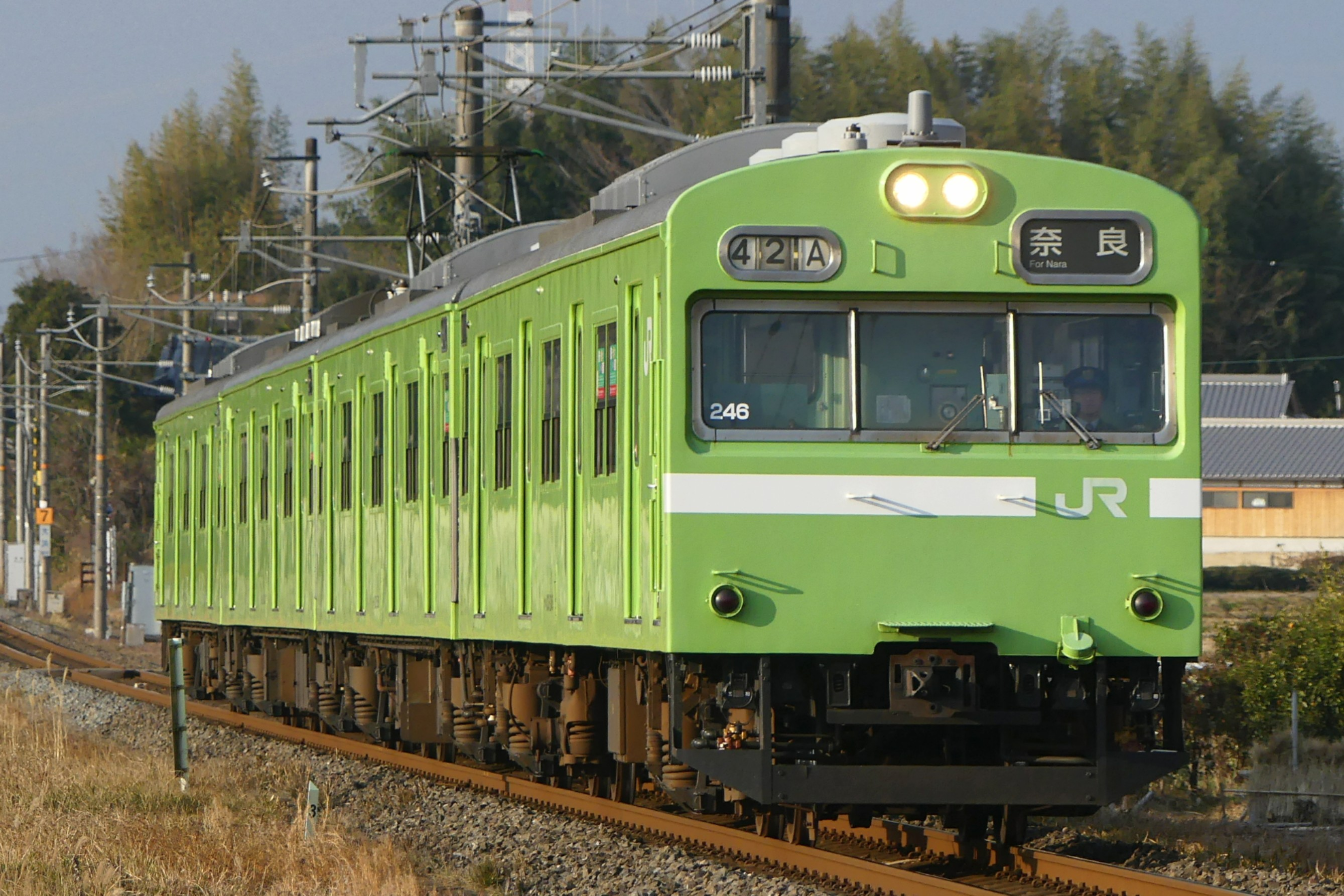
黄緑6号を地色とした103系

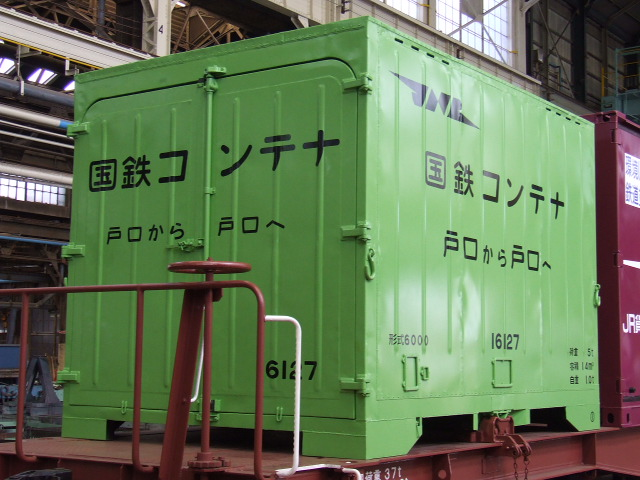
国鉄所有コンテナの標準色としても採用された

黄緑6号（きみどり6ごう）は、日本国有鉄道（国鉄）が定めた色名称の1つである。

## 概要
「うぐいす色」「萌黄色」とも呼ばれる。
1963年に登場した103系電車で初採用となり、投入線区が山手線であったため以後「山手線のラインカラー」として定着するとともに、中央線快速の朱色1号、山手線→中央・総武緩行線の黄5号と合わせて3色が登場した事により、線区別のラインカラーという概念が登場するきっかけとなった色でもある。
その後新性能通勤形電車の塗装として関東では横浜線、埼京線、川越線、八高線に、関西では1973年以降の関西線（大和路線）でも採用されたが、関西線では田園風景の中に黄緑が溶け込みやすく、また季節によっては霧が出て識別しにくいとの理由から、前面に警戒色として黄5号の帯を入れていた。一時期この帯は省略されていたが、現在では同様の理由で白帯が付けられている。関西線以外では奈良線、おおさか東線でも本色が使用されている。
オールステンレス車両にも本色が引き継がれ、山手線用の205系・E231系500番台・E235系の他、横浜線用の205系・E233系にも採用されている。
また、旧形国電では仙石線や呉線、可部線でも採用され、後に関西線と同様の理由から前面に仙石線では黄5号、呉線と可部線では朱色1号を入れていた。
貨物用の採用例では国鉄所有コンテナの標準色とされていた他、車掌車ヨ5000形のコンテナ専用急行用車の外部色、チップ専用無蓋車トラ90000形の上半分（金網部分）にも採用された。

## 使用車両
- 国鉄72系電車（仙石線、呉線・可部線用）
- 国鉄101系電車（関西線用）
- 国鉄103系電車（山手線、横浜線、埼京線、川越・八高線、関西線〈大和路線〉・奈良線・おおさか東線用）
- 国鉄201系電車（関西線〈大和路線〉・おおさか東線用）
- 国鉄205系電車（山手線、横浜線用）
- JR東日本E231系電車（山手線用500番台）
- JR東日本E233系電車（横浜線用6000番台）
- JR東日本E235系電車（山手線用0番台）
- 国鉄ワキ10000形貨車（妻面・屋根）
- 国鉄トラ90000形貨車（金網部分）
- 国鉄の一般形コンテナ
- 国鉄12系客車 （和式客車「白樺」）
- 国鉄ヨ5000形貨車…コンテナ列車たから号 （車体、1964年総裁達にて淡緑3号より変更）

## 近似色
- 黄緑7号
- 京王スタンリットライトグリーン
- うぐいす色
- 黄緑色
- 萌黄色
- 京阪電気鉄道の一般型車両の旧標準色における上半色。